# Bob Harrisson
Pour les articles homonymes, voir Harrison.
Bob Harrisson, né Robert le 9 septembre 1950 à Cowansville, est un musicien canadien. Il est surtout connu comme batteur du groupe Offenbach entre 1979 et 1981.

## Biographie
Robert naît dans une famille de musiciens. À huit ans, il joue déjà de la batterie et il se met à la guitare à treize ans. Il forme avec son frère Jacques (aux claviers, flûte, saxophone et au chant) le groupe rock progressif Dillinger, qui fut très populaire dans les années 70. Les autres membres sont Terry Bramhall (à la basse, à l'accordéon et au chant) et Paul Cockburn (à la guitare et au chant). Ils ont publié un single en 1974, Nature's way/City man puis deux albums, le premier éponyme la même année puis le deuxième Don't lie to the band en 1976, le technicien de son Terry Brown (connu pour son travail avec le groupe canadien Rush) a aussi travaillé sur ce disque. 
En 1979, Bob Harrisson rejoint le groupe Offenbach à partir de l'album En fusion avec le Vic Vogel Big Band. En 1980, le groupe enregistre et publie son deuxième et dernier album anglophone Rock bottom et Bob est de la partie. Pendant la tournée du groupe en France durant l'année 1980, Bob retient l'attention à cause d'une violente crise de foie et devra être hospitalisé, il sera remplacé par l'ex-batteur de la formation canadienne April Wine, Gerry Mercer. Cette rencontre entre Offenbach et le batteur Gerry Mercer s'est concrétisée grâce aux contacts des gérants de L'Équipe Spectra, Alain Simard et André Ménard. C'est d'ailleurs durant cette tournée en France qu'eut lieu la rencontre avec Plume Latraverse. Par la suite, remis de ses problèmes de santé, Bob revient avec Offenbach et grave avec eux l'album Coup de foudre sorti en 1981. Il quitte le groupe par la suite et sera remplacé par Pat Martel, il entreprend alors une carrière solo et se met à la guitare et au chant. Il a travaillé en duo avec le bassiste Breen LeBoeuf, qu'il a connu à Toronto, c'est d'ailleurs ce dernier qui le recommande à Gerry Boulet en remplacement du batteur Pierre Ringuet. 
Par la suite, il joue avec Dan Bigras, Luce Dufault et Lulu Hugues, puis au Spectrum de Montréal, il est sur la scène avec B. B. King dans les années 80. Un habitué du Festival de jazz de Montréal, il joue aussi au Festival de Blues De Mont-Tremblant. Son dernier album Entre nous est d'ailleurs un témoignage d'un de ces spectacles live enregistré là-bas en 2008 et publié en 2009. Il y est accompagné de son groupe régulier, Dan Marsolais à la guitare, Sylvain Bertrand à la basse et Robert Dethier aux percussions. On retrouve sur cet album des reprises des classiques d'Offenbach, Ayoye et Câline de blues, une pièce de Zachary Richard La Ballade de Jean Batailleur, la pièce fétiche de Louis Armstrong What A Wonderful World ainsi qu'un vieux blues de Robert Johnson Sweet home Chicago et, enfin, une chanson écrite pour lui par Plume Latraverse, Un chat dans'gorge,.

## Discographie

### Avec Dillinger
- Avec Jacques Harrisson : claviers, flûte, sax, chant, Paul Cockburn : guitare, accordéon, chant, Terry Bramhall : basse, chant, Robert Harrisson : batterie chant[12].

Single
- 1974 : Nature's Way/City Man

Albums
- 1974 : Dillinger
- 1976 : Don't lie to the band[13],[14]

### AvecOffenbach
- 1979 : En Fusion : Avec le Vic Vogel Big Band[15]
- 1980 : Rock bottom[16]
- 1981 : Coup de Foudre!![17]

### Solo
- 2001 : Chevalier blues  (Productions Sirocco - SIR-2-1175.)
- 2006 : Live (Un album acoustique avec l'harmoniciste Rick Weston, ex-Colocs)
- 2009 : Entre nous (Live au Festival international de blues de Tremblant 2008) - Productions Bob Harrisson[18],[19]